# Octobre 2006 en Afrique

## 2 octobre
- Mauritanie : la censure dans les organes de presse a été abolie par une ordonnance prise par le gouvernement intérimaire.

## 4 octobre
- Lesotho : un nouveau drapeau a été adopté.

## 6 octobre
- Côte d'Ivoire, CEDEAO : dans un communiqué final, publié à l’issue du sommet extraordinaire réuni à Abuja, la Communauté économique des États de l'Afrique de l'Ouest estime que « la crise a trop duré et représente une menace pour la paix et la stabilité dans la sous-région ». Elle demande au Conseil de sécurité des Nations unies de prendre les mesures nécessaires pour assurer la mise en œuvre de la résolution de l'ONU.

## 11 octobre
- Côte d'Ivoire : le président du Rassemblement des républicains (RDR) Alassane Ouattara prenant acte que les élections prévues en octobre 2006 ne peuvent avoir lieu, propose dans un document remis à l’AFP l’instauration d’une présidence collégiale. Le « Conseil présidentiel » serait composé de Laurent Gbagbo, d’Henri Konan Bédié, de Guillaume Soro et de lui-même. Il propose la suspension de la constitution, le renforcement du pouvoir du  premier ministre Charles Konan Banny et la reprise du recensement de la population en vue de l’organisation du premier tour de l’élection présidentielle dans les 8 mois.
- République démocratique du Congo : Amnesty International dénonce le sort des enfants soldats abandonnés à leur sort. Dans un rapport portant sur 2005 et 2006 dans les régions de l'est du pays et dans la capitale, Kinshasa, l'ONG indique qu’au moins 11 000 enfants sont toujours dans les groupes armées ou n’ont pas donné signe de vie. Les filles, victimes d’abus sexuels, sont rarement libérées. Les anciens enfants soldats n’ont pas accès à l’éducation ou à une formation  professionnelle et beaucoup risque de rejoindre de nouveau un groupe armé.

## 12 octobre
- Côte d'Ivoire, Burkina Faso : décès des suites d’une tuberculose atypique de l’artiste ivoirien Stéphane Doukouré Alias Douk Saga, initiateur du « coupé-décalé ».

## 17 octobre
- Afrique : le Fonds monétaire international (FMI) indique dans ses Perspectives économiques régionales pour l’Afrique, publiées à Dakar, que la plupart des pays d’Afrique subsaharienne ne pourront pas atteindre les objectifs du millénaire pour le développement et l’éradication de l’extrême pauvreté d’ici 2015.
- Côte d'Ivoire, Union africaine : le Conseil de paix et de sécurité de l’Union africaine s’est prononcé pour la prolongation de douze mois du mandat du président Laurent Gbagbo ainsi que du renforcement du pouvoir du premier ministre Charles Konan Banny qui devra disposer du contrôle de « toutes les forces intégrées de défense et de sécurité ivoiriennes pour

## 25 octobre
- OMVS : la 14e Conférence des Chefs d’État et de Gouvernement de  l’Organisation pour la mise en valeur du fleuve Sénégal (OMVS) a réuni à Dakar les présidents sénagalais Abdoulaye Wade, malien Amadou Toumani Touré, le président du Conseil Militaire pour la Justice et la Démocratie de la Mauritanie le Colonel Ely Ould Mohamed Vall et le ministre de l’Hydraulique et de l’Energie guinéen Thierno Habib Diallo. Amadou Toumani Touré succède à Abdoulaye Wade à la présidence de la conférence des Chefs d’État et de Gouvernement de l’organisation ouest-africaine[1].

## 29 octobre
- Nigeria : un Boeing 737 de la compagnie aérienne privée Aviation Development Company (Adc), s’est écrasé après son décollage de l’aéroport international Dr Nnamdi Azikiwe d’Abuja alors qu’il volait vers Sokoto. L’accident a fait 96 morts chez les passagers et les membres de l’équipage. Parmi les victimes figure le sultan de Sokoto, Mohammadu Maccido, plus haute autorité musulmane du Nigeria. Le président nigérian, Olusegun Obasanjo, a ordonné l’ouverture d’une enquête approfondie sur les causes de cette catastrophe et un deuil national a été décrété[2].
- République démocratique du Congo : second tour de l’élection présidentielle opposant le président sortant Joseph Kabila et le vice-président Jean-Pierre Bemba. L’élection, qui s’est déroulée dans le calme sauf dans la province de l’Équateur, à Bumba, où un incident s’est soldé par un mort après la découverte d’une tentative de fraude en faveur de Joseph Kabila[3], a été remportée par Joseph Kabila avec 58,05 % des suffrages exprimés face à Jean-Pierre Bemba selon les résultats provisoires annoncées le 15 novembre par le président de la Commission électorale indépendante (CEI), l'abbé Apollinaire Malu Malu[4]. Ces résultats sont contestés par Jean-Pierre Bamba qui annonce le 16 novembre vouloir « user de toutes les voies légales pour faire respecter la volonté de notre peuple »[5].

## 30 octobre
- Centrafrique : des rebelles de l’Union des forces démocratiques pour le rassemblement (UFDR) ont pris le contrôle de la ville de Birao dans le nord-est du pays. Le gouvernement accuse le Soudan de soutenir les rebelles. Les autorités soudanaises ont démenti.

## 31 octobre
- Afrique du Sud : décès à 90 ans de l'ancien président sud-africain Pieter Willem Botha, un des protagonistes de l'Apartheid[6].